# Hymenophyllum minimum
Hymenophyllum minimum är en hinnbräkenväxtart som beskrevs av Achille Richard. Hymenophyllum minimum ingår i släktet Hymenophyllum och familjen Hymenophyllaceae. Inga underarter finns listade.